# Чепелик Оксана Вікторівна
Оксана Вікторівна Чепелик (*14 лютого 1961, Київ) — українська художниця, режисерка, сценаристка, операторка, працює також в галузі комп'ютерного мистецтва, або ж медіа-мистецтва. Представниця   Нової хвилі.

## Життєпис

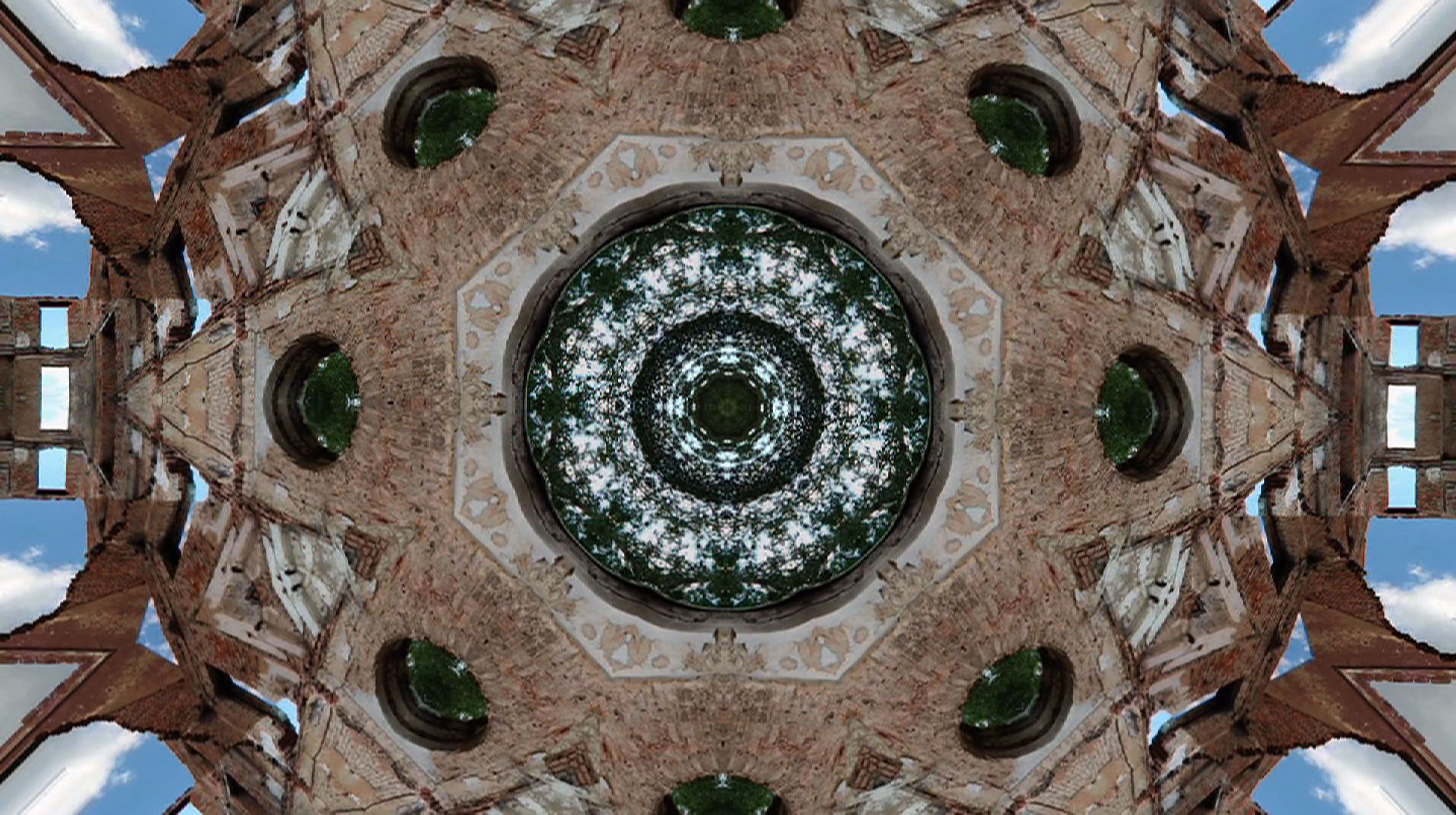
О. Чепелик. Відео-інсталяція «Слов'янський колайдер». 2015

Народилась 14 лютого 1961 р. у Києві, в  родині архітекторів- науковців. Батько - Чепелик Віктор Васильович, мати - Мойсеєнко Зоя Василівна. 
Закінчила Київський художній інститут (нині НАОМА) у 1984 р. та аспірантуру в Москві (1988). Продовжила навчання за кордоном: 1995 в CIES у Парижі і 1998 в Амстердамському Університеті.

## Кар'єра

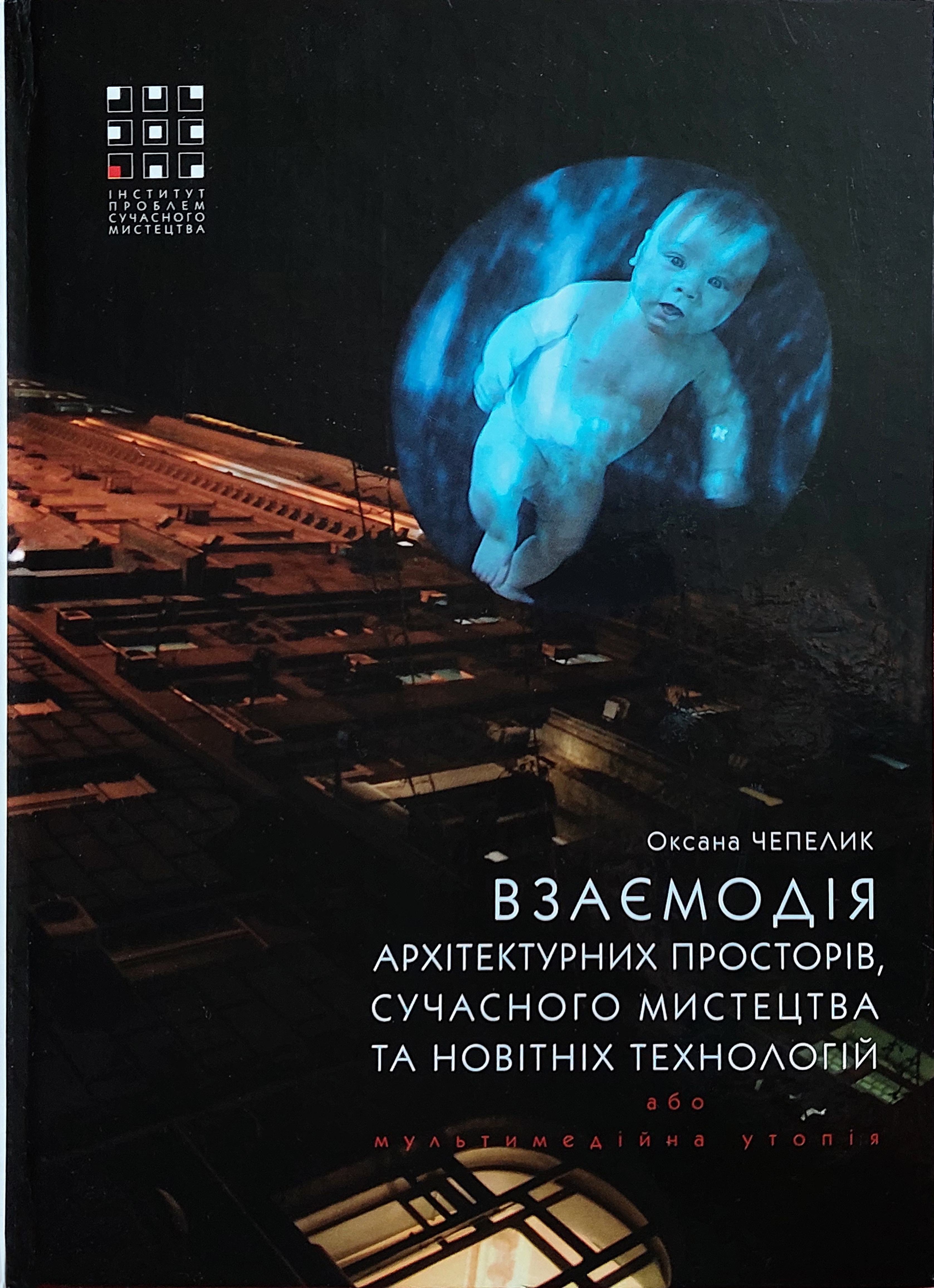
Обкладинка книги О.Чепелик «Взаємодія архітектурних просторів, сучасного мистецтва та новітніх технологій. 2009

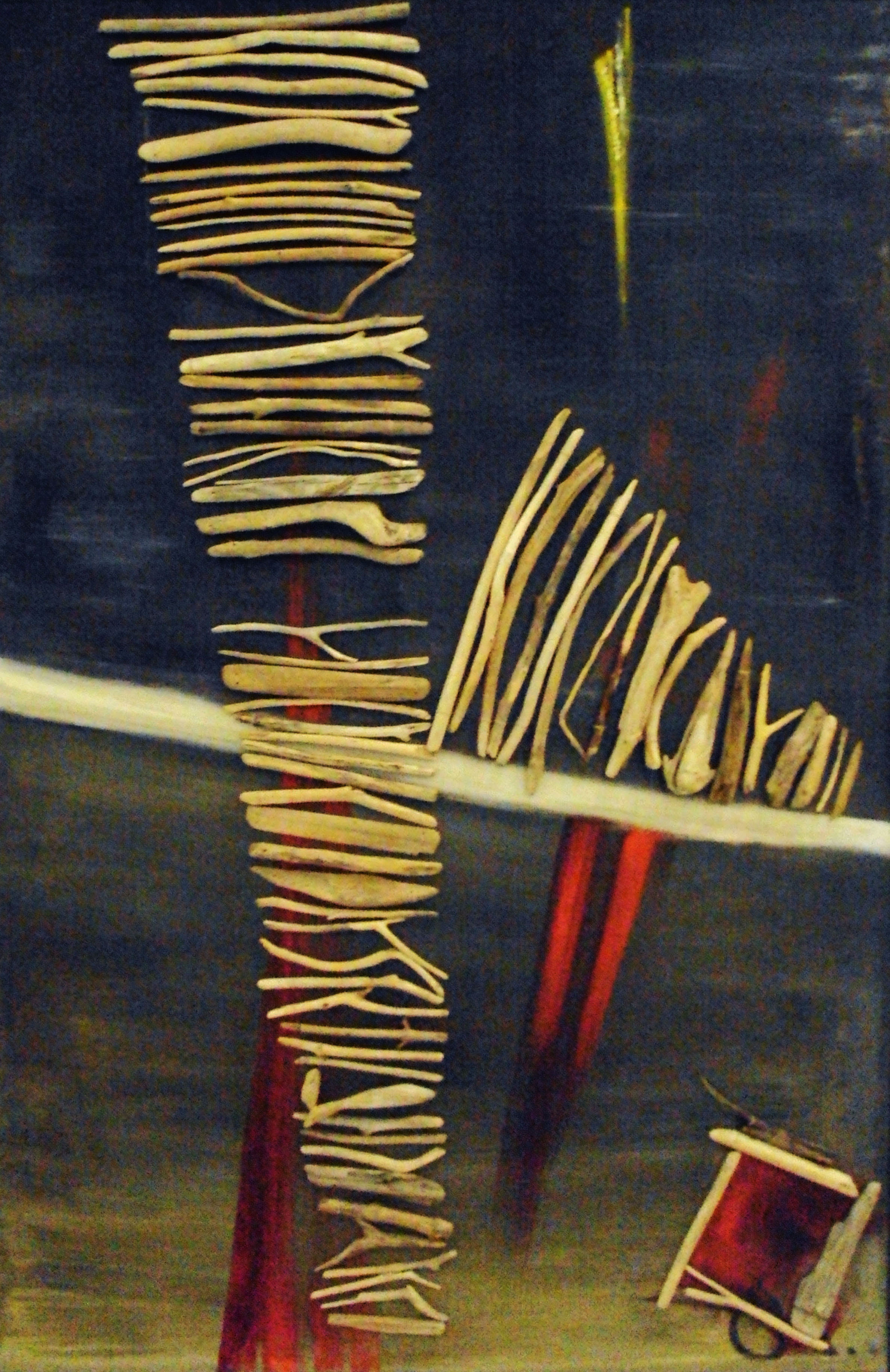
О. Чепелик. День і ніч, або Шляхами нашої пам’яті-1, триптих. П., о.,, асамбляж, 1994

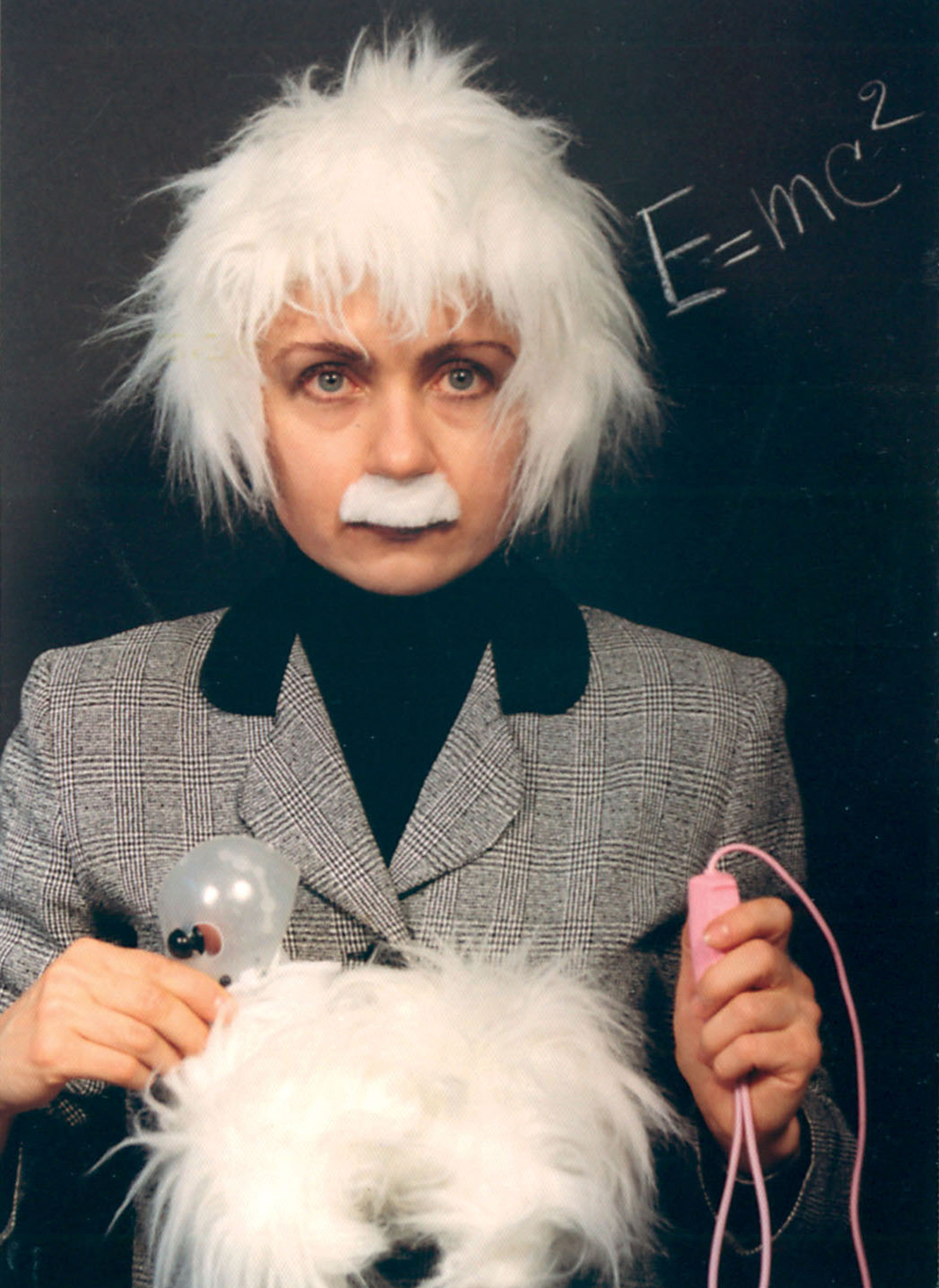
О. Чепелик. Фотографія для відео «Улюблені іграшки лідерів», 100х70 см, 1998

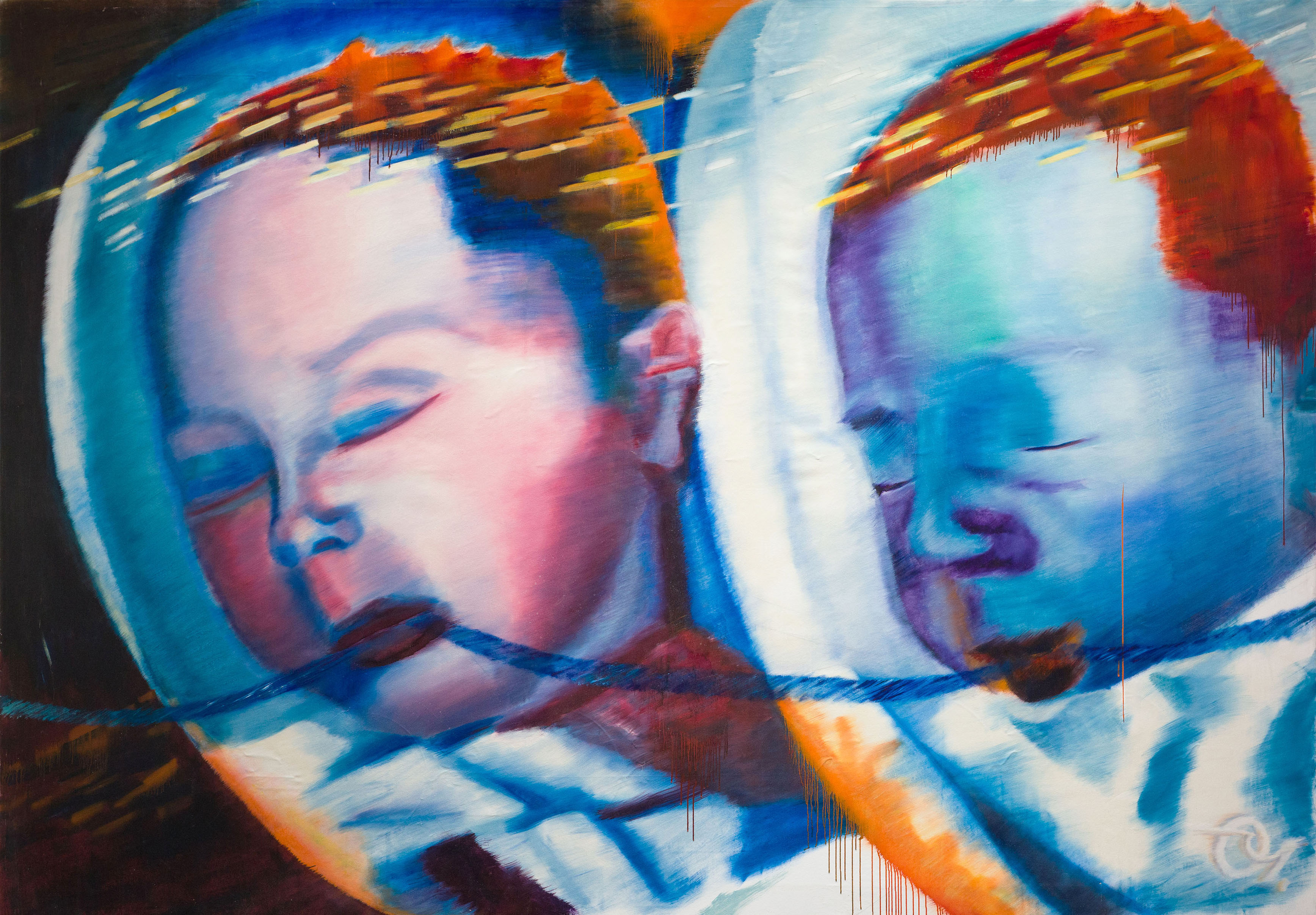
О. Чепелик. «Двійня», з проєкту «Генезис». П., о., 203х290 см. 2008

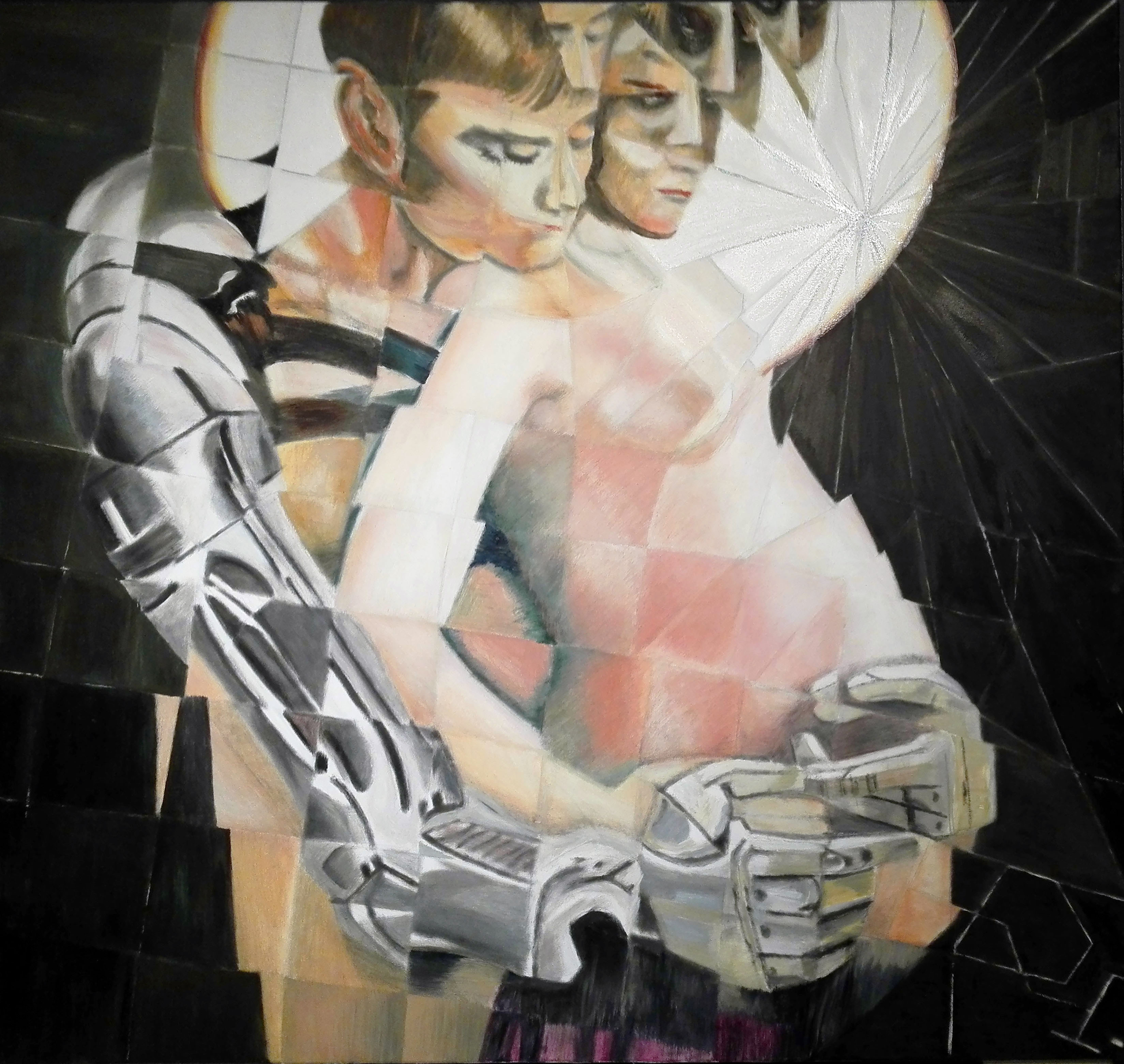
О. Чепелик. Пост-людство - 3, триптих. П., о., 100x105 cm, 2017

Резиденції: 1996 в CREDAC, Париж, 1998 у Бенфф центрі, Канада, 2000—2002 у Баухаузі, Дессау, Німеччина, 2001 в ARTELEKU, Сан-Себаст'ян, Іспанія та у FACT, Ліверпуль, Велика Британія. 2003—2004 стажувалась в Кіношколі Каліфорнійського університету Лос-Анджелеса UCLA (стипендія Фулбрайта, США).
1992—2007 отримувала гранти у Франції, Німеччині, Іспанії, США, Канаді та Великій Британії.

Фільми демонструвалися в Музеях та на виставках: 1998 — в MOMA, Нью-Йорк, 1999 — ART FAIR Стокгольм, Швеція, 1999 — Музей Сучасного Мистецтва, Загреб, Хорватія, 2000 — Німецький Історичний Музей, Берлін, 2001 — Мюнхен, Німеччина, 2001 — Музей Історії Мистецтв, Відень, Австрія, 2002 — SEAFair Музей Сучасних Мистецтв, Скоп'є, Македонія, 2003 — Музей Юрських Технологій, Лос-Анджелес, США.
Фільми та інші художні твори Оксани Чепелик демонструвалися на численних фестивалях кіно, відео та нових медіа по всьому світу, отримуючи призи: в Нью-Йорку, Лондоні, Таллінні, Санкт-Петербурзі, Оснабрюці, Монтекатіні, Лінці, Москві, Парижі, Берліні, Оберхаузені, Ліверпулі, Бело-Орізонте, Карлових Варах (категорія А), Кишиневі, Веймарі, Тель-Авіві, Анкарі, Пезаро, Санта-Фе, Штутгарті та інших.

## Нагороди
1999 отримала премію A.I.D.O. FilmVideo Award, Італія.

2003 отримала премію Werklietz Award, Німеччина.

2007 нагороджена ArtsLink Independent Projects Award, США.

## Художня творчість
Оксана Чепелик добре відома перш за все як художниця, у творчій палітрі якої є живопис, інсталяції, кінетичні твори у суспільному просторі і мультимедійні твори, створені за допомогою комп'ютерних і цифрових технологій. Її колега, художниця й мистецтвознавиця Голуб Олена, високо цінує багатогранність мисткині:

| «Її багаторічна фундаментальна праця базується на наукових дослідженнях, які вона здійснює в Каліфорнійському університеті Лос-Анджелеса (США), куди її запросили як двічі лауреата премії Фулбрайта і де вона отримала нагороду американської премії незалежних проектів «Артс Лінк»(2007). Вправно володіючи технічними засобами виразності, серед яких — фото, відео, документальне кіно, Оксана Чепелик більше акцентує на етичних, філософських і соціальних аспектах культури. Її, як жінку і мати, хвилюють болючі питання людства, пов'язані зі зменшенням народжуваності й ускладненням виживання.» |
Під час  російсько-української війни Оксана Чепелик перебуває у Франції,  з якою співробітничає не один рік. На фестивалі OVNi в Ніцці  вона  представила  декілька мистецьких проєктів «Сад божественних пісень» за філософією   Григорія Сковороди. Чимало проєктів демонструвала в інших локаціях. Мисткина пояснює: «Для музею  Матісса  була  зроблена скульптурна інсталляція «Homage Матіссу», що присвячувалася пам’яті митця. Вона виглядала подібною до спиралі розвитку, але нею не була, конструкція відсилала до скелету кита, який буцімто врізався в стіну, – йшлося про взаємозалежність, про шлях згуби... В роботі також був фрагмент прольоту над річкою Ірпінь, що супроводжується цілою низкою каналів, які впадають у Київське море. Це було знято зверху, дроном. Місто Ірпінь, як і Буча, стало сьогодні символом звірств російської армії, тому все це теж було закладено в проекті… У мене кожен проєкт — завжди про Україну в різних контекстах.» .

## Архітектура
У 1988 року у Києві була створена художня група «Електро-Гефестъ» у яку увійшло ряд архітекторів, у тому числі Р. Дроздовський, М. Єсипенко, В. Іванов, О. Радзевич, О. Чепелик.
- База відпочинку у смт. Усть-Чорна, арх. В. Гриневич, О. Чепелик, 1986 р. (диплом СА СРСР за кращий проєкт 1986 р.)
- Курортний готель для батьків з дітьми на 300 місць у Бердянську
- Проєкт пансіонату «Маяк» КПІ з виставковим комплексом «Скіфський курган» в смт. Лазурне

## Фільмографія
Авторка стрічок:
- 1994 — «Історія, що її розказав Шліман…» (експериментальний)
- 1994 — «Шляхами нашої пам'яті» (експериментальний)
- 1997 — «Зустріч двох підводних човнів» (документальний)
- 1998 — «Очевидна невідворотність» (експериментальний)
- 1998 — «Улюблені іграшки лідерів» (експериментальний)
- 1999 — «Блакитний. Білий. Червоний? Блакитний!» (експериментальний)
- 1999 — «Довгий Марш» (експериментальний)
- 2000 — «Інтродукція» (документальний)
- 2000 — «Віртуальна морська вежа» (експериментальний)
- 2001 — «Вертикальна подорож» (експериментальний)
- 2001 — «Хроніки від Фортінбраса» (експериментальний)
- 2002 — «Урбаністична мультимедійна утопія» (експериментальний)
- 2004 — «Хор глухонімих» (експериментальний)
- 2004 — «Shifting Time» (експериментальний)
- 2005 — «Початок» (документальний)
- 2006 — «Чорнобильська казка» (експериментальний)
- 2008 — «Музей» (документальний)
- 2008 — «Реальний майстер-клас» (документальний)
- 2013 — «У затишку білих акацій» (документальний)